# Dračí doupě
Dračí doupě (zkratka DD či DrD) je česká fantasy hra na hrdiny, kterou v roce 1990 vytvořilo nakladatelství Altar. Hra vychází z americké hry na hrdiny Dungeons & Dragons (D&D). Průběh hry řídí jeden hráč nazývaný Pán jeskyně, ostatní hráči hrají za jednotlivé postavy, která má každá svou rasu (člověk, elf, trpaslík ap.) a povolání (válečník, zloděj, čaroděj ap.).
V roce 2004 vyšla nová hra Dračí doupě Plus (tzv. „Pluska“) s komplikovaným jednotným systémem založeným na převodových logaritmických tabulkách, určená spíše pokročilejším hráčům. V roce 2011 vyšlo Dračí doupě II, jehož cílem je nahradit staré Dračí doupě jednodušším a ucelenějším systémem, snadným pro začátečníky. Tyto hry mají tematickou návaznost na původní Dračí doupě, ale herní systém se liší.

## Základní principy hry
Dračí doupě patří mezi klasické papírové (nepočítačové) hry na hrdiny. Jeden z hráčů, tzv. Pán jeskyně (PJ), před hrou připraví úvodní příběh, mapy, zápletku, nestvůry apod. Ostatní hráči se poté tohoto příběhu zúčastní – každý z hráčů představuje jednu postavu fantasy světa (trpasličího bojovníka, elfího kouzelníka apod.), celá družina pak dohromady putuje světem vytvořeným PJ s cílem splnit přijaté úkoly, získat peníze a slávu. Obecně neexistují limity toho, co hráči mohou a nemohou učinit, o následcích jejich činů rozhoduje PJ, některé běžné herní situace (boj, sesílání kouzel, využívání zvláštních schopností apod.) se řeší na základě číselných tabulek uvedených v pravidlech a prvku náhody – hodů kostkami. Používají se kostky klasické šestistěnné (k6) a o něco netradičnější desetistěnné (k10) a občas i osmi- či čtyřstěnné. Procentní hod se řeší buď dvojitým hodem desetistěnnou kostkou, či použitím dvou kostek (pro odlišení existuje speciální procentuální kostka s čísly na stěnách po desítkách). Hraje se na čtverečkovaném, hexovém nebo prázdném papíře, popřípadě bez něj.
Průvodní vlastností herního systému je zvýhodňování maximalizované postavy (min-max) typu trpaslík/kroll-válečník, hobit-zloděj, elf-kouzelník.
Podrobná pravidla Dračího Doupěte jsou velmi rozsáhlá a popsána ve třech knihách pro Pána Jeskyně a třech knihách pro ostatní hráče, které mají dohromady kolem 550 stran.

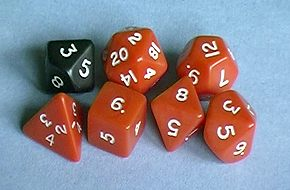
Hrací kostky z nichž některé se používají v DrD

## Pán Jeskyně (PJ)
Pán Jeskyně je vypravěč, tvůrce příběhu a map. Rovněž při hře jedná a hází kostkou za protivníky, se kterými postavy bojují, a za pravděpodobnost proběhnutí náhodné události.
V americké hře zvané Dungeons & Dragons se obdobná role nazývá Dungeon Master, v jiných hrách často Pán Hry (anglicky Game Master).

## Vlastnosti
Každý tvor a tedy i postava hráče má tyto základní vlastnosti:
SílaSíla v boji spolu s druhem zbraně určuje sílu útoku na blízko (tváří v tvář) a tedy šanci na zásah a velikost zranění v případě úspěšného zásahu; mimo boj pak šanci odolat různým výzvám typu vyražení dveří, odvalení balvanu.
ObratnostObratnost v boji spolu s typem zbroje určuje výši obrany a tedy zda se obránce útoku vyhne či jak velké zranění obdrží v případě zásahu, v boji spolu s druhem střelné či vrhací zbraně určuje sílu útoku na dálku (střelecký souboj); mimo boj pak šanci odolat různým výzvám typu uhnutí letící šipce. Tuto vlastnost zohledňuje zloděj při většině nebojových činností (páčení zámků, šplh, vybírání kapes ...). U alchymisty ovlivnuje šanci na úspěšnou výrobu.
OdolnostOdolnost určuje množství životů (zásahových bodů), než tvor (postava) zemře a míru zranění, než upadne do bezvědomí (pokud vůbec); dále šanci odolat různým výzvám typu otrava jedem (rychle účinkující jedy mohou být součástí boje), nepřízeň počasí, nárazy a hladovění.
InteligenceInteligence ovlivňuje výši magické energie; používá se při řešení hádanek a rébusů; u kouzelníka ovlivňuje šanci na úspěšné kouzlení.
CharismaCharisma – směs osobní krásy a vůle – používá se jak při smlouvání, tak při zohledňování sympatií a antipatií, odolávání některým druhům kouzel a tuto vlastnost zohledňuje zloděj v části nebojových činností (převleky, získání důvěry).

## Rasy v Dračím Doupěti
Při vytváření postavy si jako první hráč vybere jednu z těchto ras:
- Hobit – bytost, která je menší než člověk, objevující se v díle J. R. R. Tolkiena Pán prstenů. Má chlupaté nohy, chodí bez bot a zpravidla má kudrnaté vlasy a kulaté bříško. Jejich zvláštní rasovou schopností je čich – schopnost vycítit blízkost jiných tvorů. Vynikají vysokou obratností a charisma, což z nich ve hře dělá vynikající zloděje. Rodovou zbraní je lehká kuše (bonus na útok).
- Kudůk – zvláštní humanoidní druh. Jméno „kudůk“, psáno správněji „kudúk“, je též vypůjčeno z díla J. R. R. Tolkiena, kde se jím ve své vlastní řeči nazývají hobiti. Kudůkové v DrD vznikli v dávných dobách splynutím části plemene trpaslíků a hobitů. Vyznačují se nízkým vzrůstem (větší než hobiti, menší než trpaslíci), šikovností a zručností. Zpravidla se živí jako alchymisté nebo zloději. Jejich rodovou zbraní je sekera.
- Trpaslík – trpaslíci jsou ve hře nadaní zvláštní schopností infravidění – schopnosti ve tmě vidět teplo (vzdušné proudy, teplokrevné tvory, studená jezírka apod.) a orientovat se díky tomu třeba v podzemí. Silní a velmi odolní, což je (herně) předurčuje býti válečníky. Jejich rodovou zbraní je válečná sekera.
- Elf – elfové jsou dlouhověcí (herně se nijak neprojevuje) a vynikají zejména svou inteligencí a charismou, což je předurčuje pro povolání kouzelníka či hraničáře. Rodovou zbraní je dlouhý luk.
- Člověk – klasický člověk, tzn. průměrné vlastnosti, žádné speciální schopnosti. Jejich rodovou zbraní je široký meč. (nejrozšířenější rasa.)
- Barbar – lidé žijící v pustinách daleko od civilizace. Odloučení na nich zanechalo stopy: jsou silnější a odolnější, ale také neohrabanější a ošklivější než ostatní lidé. Jejich nejběžnějšími povoláními jsou válečník a hraničář. Rodovou zbraní je meč bastard.
- Kroll – vyznačují se velkou silou, vysokým vzrůstem (přes 2 m), divokou a bojovnou povahou a nízkou inteligencí. Mají drsnou tvrdou našedlou kůži a svým vzhledem připomínají pračlověka. Nápadné jsou jejich veliké uši, které používají při ultrazvukové echolokaci podobně jako netopýři. Oblíbenou zbraní jsou palcáty a těžké kyje. Problém krollů může být ten, že na rozdíl od jiných ras nepanuje žádná obecná intuitivní představa o jejich způsobu života, kultuře atd. a mohou být proto herně plytcí a nezajímaví. Toto má v pravidlech vynahradit jejich nízká inteligence, která svádí k nejrůznějším vtípkům (někteří Páni jeskyně například určují počet slov, které kroll zná apod.) Na inspirativní zpracování krollů se dá narazit na různých serverech zabývajících se hrou Dračí doupě. Informace o nich také může vymyslet Pán jeskyně.

## Povolání v Dračím Doupěti
Každý hráč si po zvolení rasy zvolí také jedno z pěti povolání. Při tvorbě povolání se dvě vlastnosti určují podle tabulky povolání a nikoli podle rasy. Ta pak má bonus či postih k takto určené vlastnosti. Např. trpaslík má průměrnou obratnost, ale v případě trpaslíka-zloděje dojde k určení obratnosti dle povolání, snížené o drobný postih, aby se tak odlišil např. od hobita-zloděje, který si naopak obratnosti přičte bonus. Maxima se pak pochopitelně liší.
Každé povolání se po dosažení 6. úrovně dělí na další dvě specializace.
- Válečník se soustředí na boj tváří v tvář (zbraně a zbroje bez omezení) dokáže odhadovat sílu protivníků, léčit svá zranění nebo se pokusit zastrašit a zahnat nestvůry. Vlastnosti povolání: síla a odolnost.
  - Bojovník je mistrem v boji velkými zbraněmi a hrubou silou. Může se proměnit na berserkra, nezadržitelné bojující monstrum.
  - Šermíř je mistr v boji s humanoidy (lidmi, skřety, trpaslíky, atd.). Umí několik velmi užitečných fint zvyšujících jeho šance v boji.
- Hraničář zná přírodu a tvory, kteří ji obývají. Je schopným stopařem. Hraničáři jsou zpravidla provázeni psy. Hraničář ovládá lehké a střední zbraně. Dokáže sesílat léčivá kouzla a na vyšších úrovních má i psionické schopnosti (telekineze, pyrokineze, telepatie). Vlastnosti povolání: síla a inteligence.
  - Druid je lesní čaroděj, který žije mezi zvířaty, čerpá z přírody duchovní sílu a pomalu zapomíná, že kdysi vládl mistrně mečem. Pečuje o svůj les, o svůj kraj a o svá zvířata. Jeho lesní kouzla mohou pomoci i v boji, ale jeho síla se projeví spíše mimo něj.
  - Chodec je hraničář, který se rozhodl rozvíjet spíše své bojové schopnosti. Toulá se od vesnice k vesnici a zahání zlé nestvůry od lidských příbytků. Ovládá i některá kouzla k ulehčení těžkého života o samotě a umí nahlížet do lidských duší.
- Alchymista je šikovný a hodně vydrží. Zabývá se výrobou lektvarů a různých magických předmětů. Dle znění pravidel v boji obvykle nepomáhá přímo, ale prostřednictvím svého umění. V praxi je v boji platným pomocníkem – díky vyšší obratnosti dobře střílí a díky odolnosti i dost vydrží. Vlastnosti povolání: obratnost a odolnost.
  - Theurg ovládá moc dvou světů: astrálních sfér a základních živlů. Astrální sféry mu umožňují nahlížet do minulosti, současnosti či budoucnosti a později ji třeba i měnit. Moc nad živly mu umožňuje přivolat posly živlů, aby bojovali po jeho boku, či pro něj pracovali. Také přivolat přírodní katastrofy. V neposlední řadě dokáže vyrábět trvalé magické předměty.
  - Pyrofor (ohňonoš) se specializuje na výrobu raket, bomb, min, pastí a jedů.
- Kouzelník je chytrý a umí ovlivňovat druhé. Meč a zbroj jsou pro něj věci podřadné a raději spoléhá na své zvláštní schopnosti, zejména kouzla. Bývá doprovázen kouzelným pomocníkem – kočkou, havranem či ďáblíkem. Vlastnosti povolání: inteligence a charisma.
  - Mág ovládá zejména magii iluzí a mysli. Je schopen ovlivňovat myšlení jiných lidí či je zabít na dálku pouhou silou své mysli.
  - Čaroděj je pokračováním kouzelníka z pravidel pro začátečníky – více kouzel, více praktičnosti. Na úrovni pravidel pro Experty (od 16. úrovně) je schopen vytvářet nová kouzla a svou moc podporuje magickou holí.
- Zloděj je mrštný a umí se vloudit do přízně jiných lidí. V boji zpravidla nestojí v první řadě, ale dokáže i tvrdě zasáhnout – zejména z dálky. Jedná se o odborníky na nebezpečné situace, které vyžadují důvtip a obratnost místo hrubé síly. Klíčové je hledání a odstraňování pastí. Vlastnosti povolání: obratnost a charisma.
  - Lupič prohlubuje své schopnosti v oblastech tichého a nenápadného pohybu. Navíc umí unikat z pout, imitovat hlasy či působit nenápadně v davu. K jeho novým silám patří boj beze zbraně.
  - Sicco je vládcem podsvětí. Prohlubuje své diplomatické schopnosti. Kromě toho je schopen vytvářet zločinecké sítě a zadávat jim různé úkoly, jako krádeže, únosy, vraždy, sabotáže, ale třeba i ochranu osob či budov. Hlavní schopnost Sicca představují sítě - spojení a struktury různých lidí do podoby mafie či jiné tajné ilegální struktury. Sicco může být stejně dobře jako mafiánem tak i velitelem tajné policie, vedoucím soukromé detektivní agentury či ministrem financí. Sicco může tvořit různé druhy sítí. Síť může být výzvědná, výkonná, ochranná později i zemská. Výkonná síť slouží k provádění nekalých činností - krádeží, únosů, vražd, sabotáží a podobně. Výzvědná síť přináší svému pánovi informace, ochranná ho chrání před odhalením, vyzrazením či zatčením. Zemská síť, kterou se sicco naučí budovat na expertních úrovních, slouží k ovlivňování nálady obyvatel, šíření šeptand - pravidlově k ovlivňování spokojenosti. Sicco je také schopen s pomocí svých sítí poskytovat ochranu osobám či stavbám. Kvalita každé sítě se měří její úrovní. Úroveň sítě říká, jak významné a důležité osoby města jsou do sítě zapojeny, lapeny či zamotány. V případě výkonné sítě toto číslo představuje spíše kvality ostrých hochů, kteří provádějí onu špinavou práci. Při ověřování úspěšnosti jednotlivých akcí sítí se poměřuje úroveň (životaschopnost) cíle s úrovní sítě. Síť je potřeba rozšiřovat a udržovat. Její vytvoření a údržba stojí nemalé náklady, stejně jako jednotlivé akce výkonné sítě. Sicco má bonusy pro boj s dýkami a krátkými meči, stejně jako k vrhu. Připlíží-li se k oběti, je schopen ji zabít jediným úderem. Sicco také rozvíjí své schopnosti jednání s lidmi a diplomacie.

## Další vylepšení pro hru Dračí Doupě
Kromě základních DrD pravidel pro začátečníky (1.–5. úroveň postav) existují i další díly pravidel a to: DrD pravidla pro pokročilé (pravidla pro postavy od 6. do 15. úrovně rozepsáním dvou specializací pro každé povolání) a DrD pravidla pro Experty (pravidla a další rozvoj od 16. úrovně až do poslední zpracované 36. úrovně).
ALTAR následně vytvořil nový projekt ASTERION zahrnující nové mapy, rasy, povolání apod. Dále si můžete svůj Asterion rozvinout o další geografické/tematické moduly. Geografické moduly rozvíjí a podrobně popisují různé oblasti původního Asterionu, (např. "Obloha z listí a drahokamů", nebo "Z hlubin zelené a modré"). Tematické moduly dále rozvíjejí další aspekty světa Asterionu, jako třeba magii, zlodějské organizace nebo náboženství (např. Falešná apokalypsa nebo Zlatá pavučina). Modulů je celkem 12 (sedm tematických a pět geografických) a v balení je vždy i bestiář odpovídající rozebírané oblasti a tematice, a před-vypracované dobrodružství.

## Hraní přes internet
Dračí doupě lze hrát i online, a to přes obyčejný chat či přes specializované fórum, kterých je v Česku mnoho. Výhodou těchto fór bývá automatická správa statistik postavy, jejíž kvalita se ovšem fórum od fóra značně liší. Základní nevýhodou je pomalost hry a chybějící osobní kontakt. To je vyváženo možností obohatit hru ostatním o detailní popisy či sdílení pocitů a vnitřních monologů postav. Nejznámější portály v ČR jsou dracidoupe.cz a immortalfighters.net, kde probíhají i různé soutěže na téma dračího doupěte a fanouškovské srazy.
S rozvojem online videohovorů a aplikací umožňující skupinové videohovory roste i význam možností pro online hraní Dračího doupěte. Pro D&D existují i specializované herní aplikace umožňující sdílení mapy na monitorech všech hráčů, tvorbu a editaci interaktivního deníku postavy, transparentní hody (algoritmy) a další užitečné funkce.